# Serie A2 1993-1994 (pallacanestro maschile)
Il campionato di Serie A2 di pallacanestro maschile 1993-1994 è stato il ventesimo organizzato in Italia.
È composto di 16 squadre che disputano un girone all'italiana con partite di andata e ritorno. La vittoria vale 2 punti, la sconfitta 0. In caso di parità sono previsti i supplementari. Le prime 2 classificate avranno il diritto di partecipare ai play-off insieme alle prime 10 squadre classificate in Serie A1, saranno inoltre promosse alla Serie A1 1994-95. Le classificate dal 3º al 10º posto disputeranno due gironi di spareggio insieme a 4 squadre di Serie A1 (classificate dall'11º al 14º posto): le prime 2 classificate di ogni girone giocheranno la prossima stagione in Serie A1. Le ultime 2 classificate della Serie A2 retrocedono in Serie B1.

## Stagione regolare

### Classifica
|  |     | Classifica finale 1993-1994 | Pt | G  | V  | P  | PtF  | PtS  |
|  | --- | --------------------------- | -- | -- | -- | -- | ---- | ---- |
|  | 1.  | Cagiva Varese               | 50 | 30 | 25 | 5  | 2702 | 2472 |
|  | 2.  | Elecon Desio                | 44 | 30 | 22 | 8  | 2662 | 2473 |
|  | 3.  | Olio Monini Rimini          | 42 | 30 | 21 | 9  | 2585 | 2447 |
|  | 4.  | Teamsystem Fabriano         | 38 | 30 | 19 | 11 | 2572 | 2498 |
|  | 5.  | Francorosso Torino          | 36 | 30 | 18 | 12 | 2672 | 2549 |
|  | 6.  | Telemarket Forlì            | 34 | 30 | 17 | 13 | 2646 | 2539 |
|  | 7.  | Olitalia Siena              | 32 | 30 | 16 | 14 | 2590 | 2562 |
|  | 8.  | Banco Sardegna Sassari      | 32 | 30 | 16 | 14 | 2582 | 2521 |
|  | 9.  | Floor Padova                | 30 | 30 | 15 | 15 | 2737 | 2774 |
|  | 10. | Newprint Napoli             | 26 | 30 | 13 | 17 | 2569 | 2670 |
|  | 11. | Tonno Auriga Trapani        | 24 | 30 | 12 | 18 | 2515 | 2605 |
|  | 12. | Pallacanestro Pavia         | 22 | 30 | 11 | 19 | 2418 | 2456 |
|  | 13. | Teorematour Milano          | 22 | 30 | 11 | 19 | 2584 | 2711 |
|  | 14. | Goccia di Carnia Udine      | 19 | 30 | 11 | 19 | 2600 | 2675 |
|  | 15. | Pulitalia Vicenza           | 14 | 30 | 7  | 23 | 2558 | 2714 |
|  | 16. | Carife Ferrara              | 12 | 30 | 6  | 24 | 2522 | 2848 |

### Risultati
Lega Basket Tabellone Gare Serie A2 1993-94 Archiviato il 10 dicembre 2014 in Internet Archive.

## Verdetti
- Promosse in Serie A1: Cagiva Varese e Elecon Desio.
- Promossa in Serie A1 dopo i play-out di Serie A1: Olitalia Siena.
- Retrocesse in Serie B d'Eccellenza: Pulitalia Vicenza e Carife Ferrara.
- L'Elecon Desio viene esclusa dalla Serie A1 per fallimento societario.